# Den protestantiske union
Den protestantiske union var et forbund mellem protestantiske fyrster og byer i det tysk-romerske rige 1608-1621 med det formål at beskytte protestanternes religionsfrihed mod den katolske modreformation.
Forbundet blev indgået den 4. maj 1608 ved klostret Auhausen mellem en række protestantiske fyrster: kurfyrste Frederik 4. af Pfalz, som var unionens hovedmand, fyrst Christian 1. af Anhalt-Bernburg, markgreve Georg Frederik af Baden, hertug Johan Frederik af Württemberg, markgreve Joachim Ernst af Ansbach samt pfalzgreven af Neuburg m.fl. Kort tid efter tilsluttede andre protestantiske fyrster sig (landgreve Moritz af Hessen-Kassel og kurfyrste Johan Sigismund af Brandenburg) samt flere selvstændige byer. Calvinisterne var de mest aktive. Men kurfyrsten af Sachsen, som var den mægtigste af de evangeliske fyrster, tilsluttede sig ikke.
Som reaktion på dannelsen af den protestantiske union dannedes Den Katolske Liga i 1609.

Unionen blev tiltrådt af Holland 1608, England 1612 og Sverige, men den opløstes i 1621 efter protestanternes nederlag i slaget ved Det Hvide Bjerg 1620 i begyndelsen af Trediveårskrigen. 